# Старий Скалат
Стари́й Ска́лат — село в Україні, у Скалатській міській громаді Тернопільського району Тернопільської області. Адміністративний центр колишньої Староскалатської сільської ради, якій було підпорядковане село Полупанівка.
У зв'язку з переселенням мешканців хутір Мельник виведений із облікових даних. Розташоване на півдні району.
Населення — 1140 осіб (2025).

## Географія
Через село тече річка Корилівка.

## Історія
У селі помітні сліди Княжого тракту — шляху часів Русі.
Відоме від 1-ї половини XVI століття. Власниками маєтку в селі на момент написання статті про нього в «Словнику географічному Королівства Польського…» були нащадки дідича Скалата Свесскінда Розенштока Бернард та Мауріцій Розенштоки.
Діяли «Просвіта», «Січ», «Сокіл» та інші товариства, кооператива.
14 липня 2015 року ввійшло у склад Скалатської міської громади.
12 червня 2020 року, відповідно до розпорядження Кабінету Міністрів України  № 724-р «Про визначення адміністративних центрів та затвердження територій територіальних громад Тернопільської області», село увійшло до складу Скалатської міської громади.
19 липня 2020 року в результаті адміністративно-територіальної реформи та ліквідації Підволочиського району, село увійшло до складу новоствореного Тернопільського району.

## Населення

### Мова
Розподіл населення за рідною мовою за даними перепису 2001 року:
| Мова       | Кількість | Відсоток |
| ---------- | --------- | -------- |
| українська | 1069      | 98.89%   |
| польська   | 7         | 0.65%    |
| російська  | 5         | 0.46%    |
| Усього     | 1081      | 100%     |

## Пам'ятки
Є церква святих Косми і Дем'яна (1634, мурована), римо-католицький костел Блаженого Якуба Стрепи (1912), 5 «фіґур».

Споруджено пам'ятник воїнам-односельцям, полеглим у німецько-радянській війні (1966), насипано символічну могили УСС і воякам УПА (1990-ті).

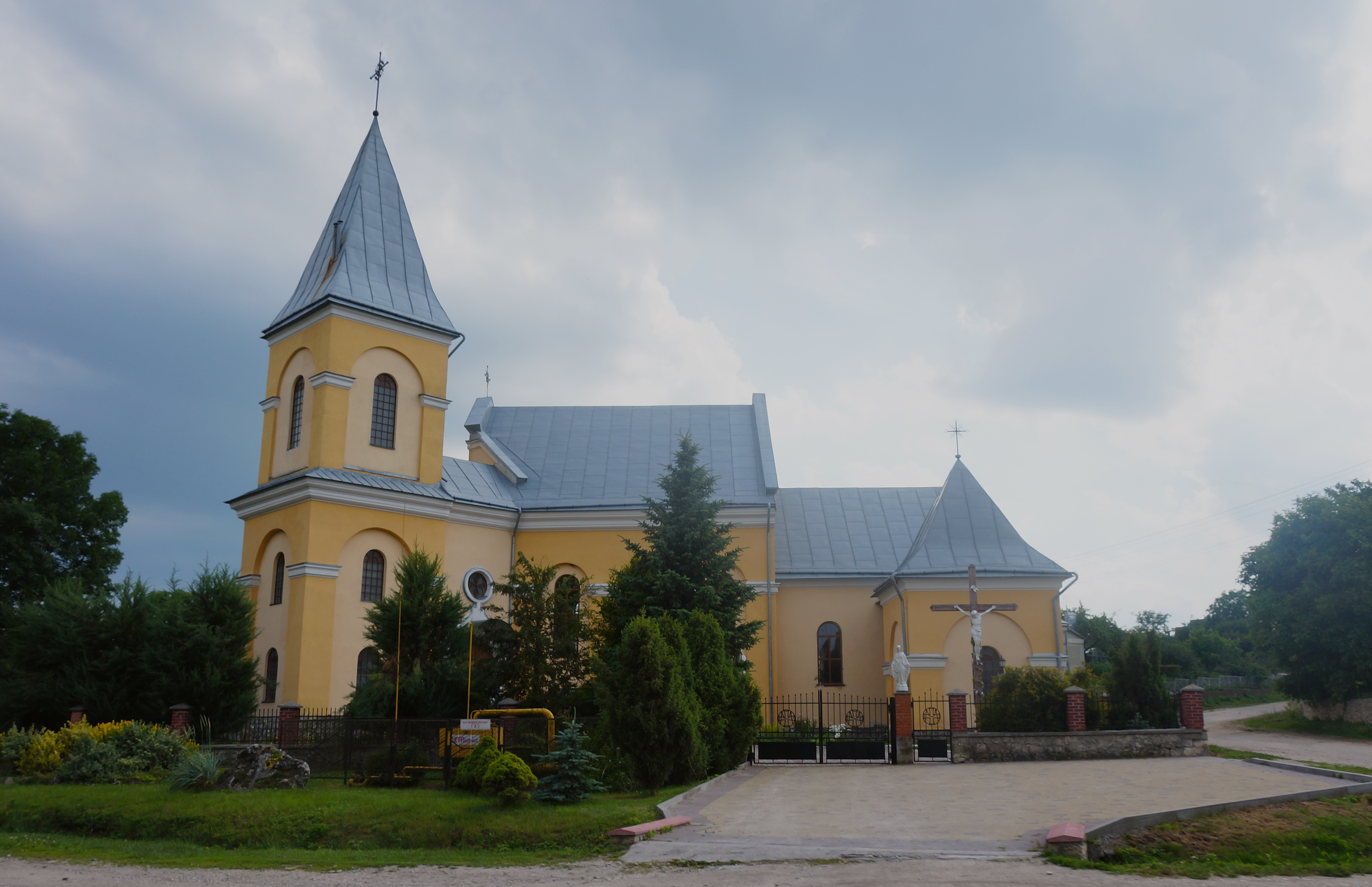
римо-католицький костел св. Якуба Стрепи, 1911
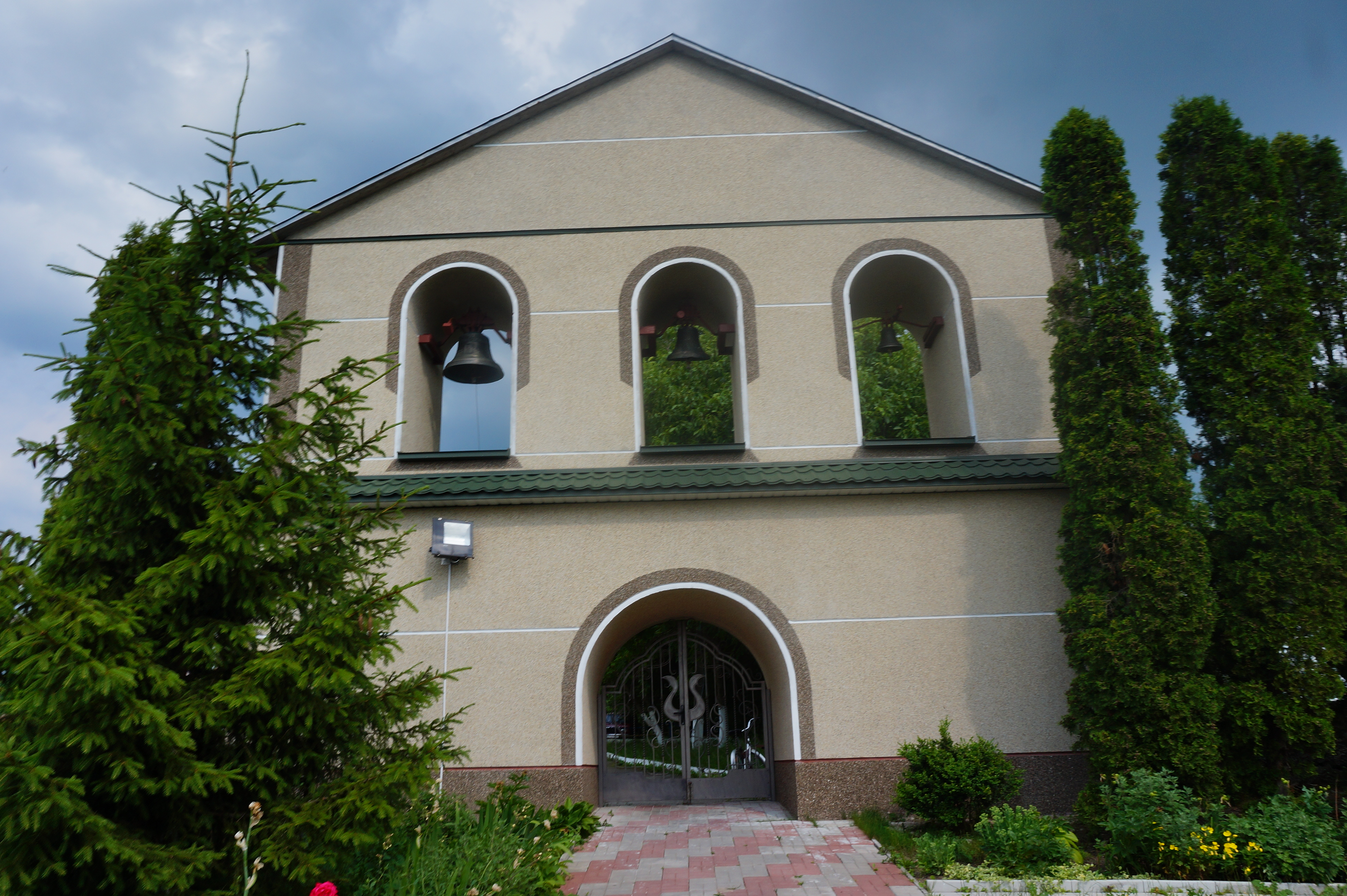
Дзвіниця церкви Св. Косми і Дем’яна
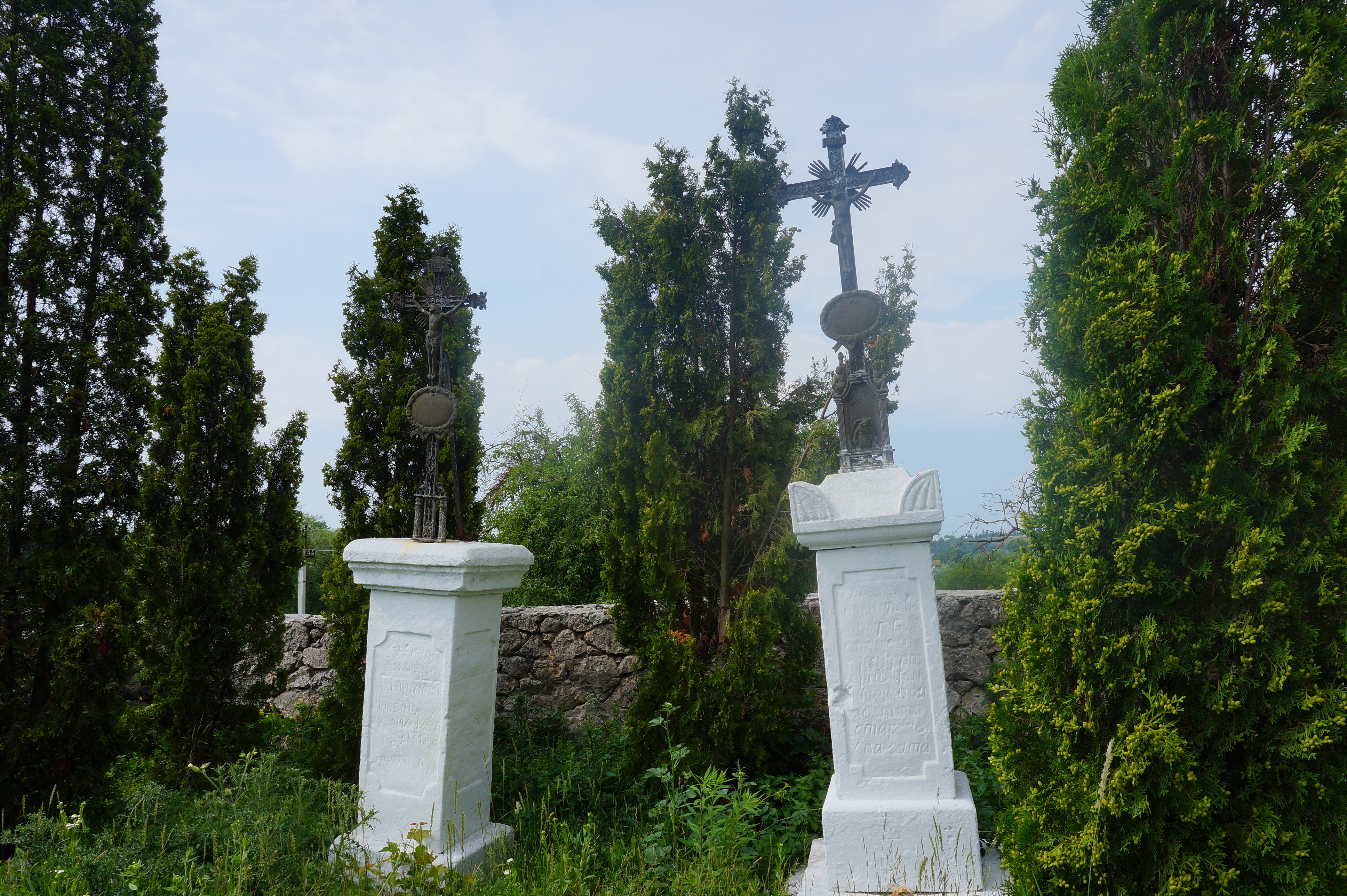
старовинний цвинтар
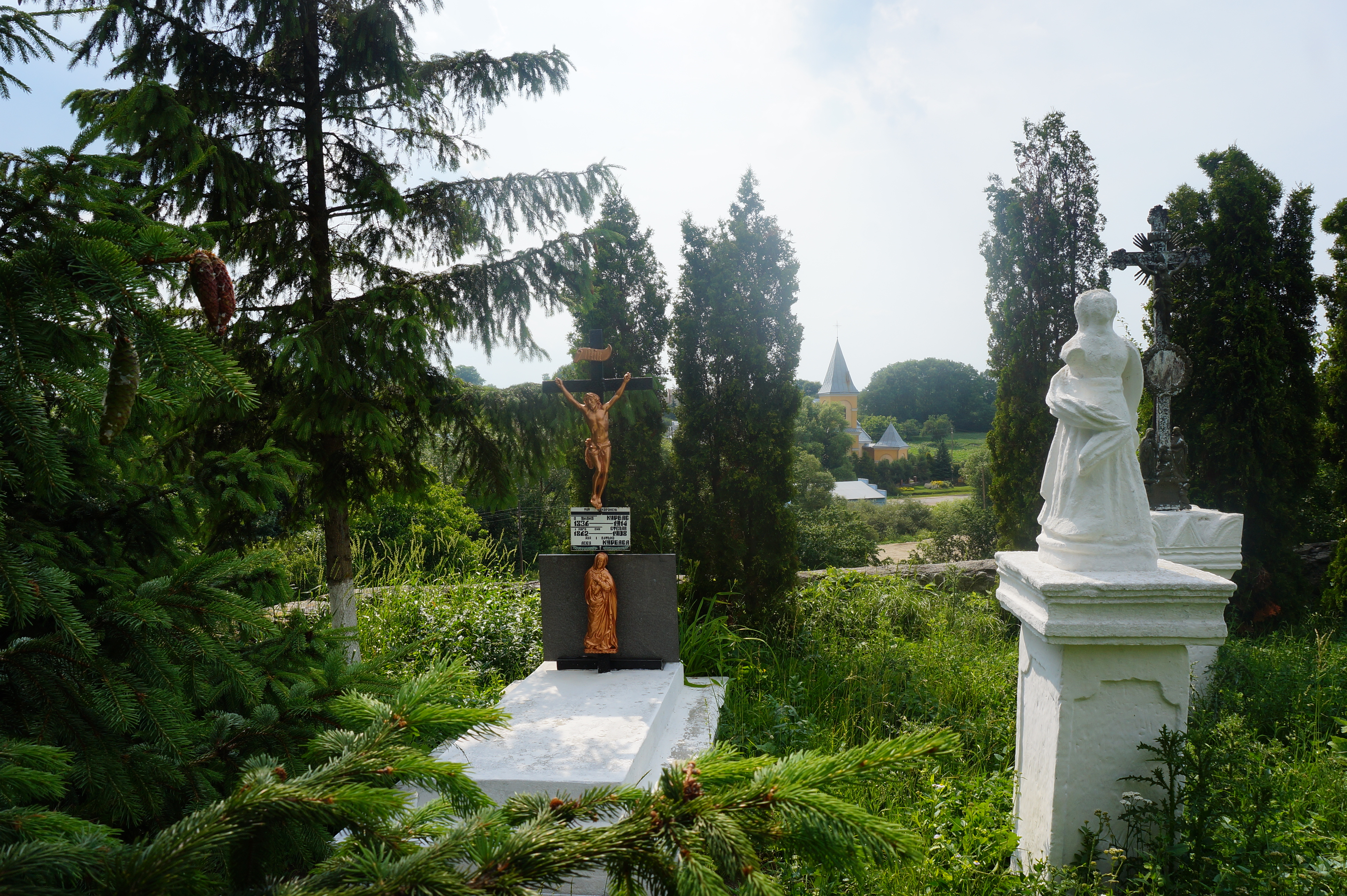
Могила актора Степана Курбаса (Яновича) і священика Пилипа Курбаса (батько і дід Леся Курбаса)
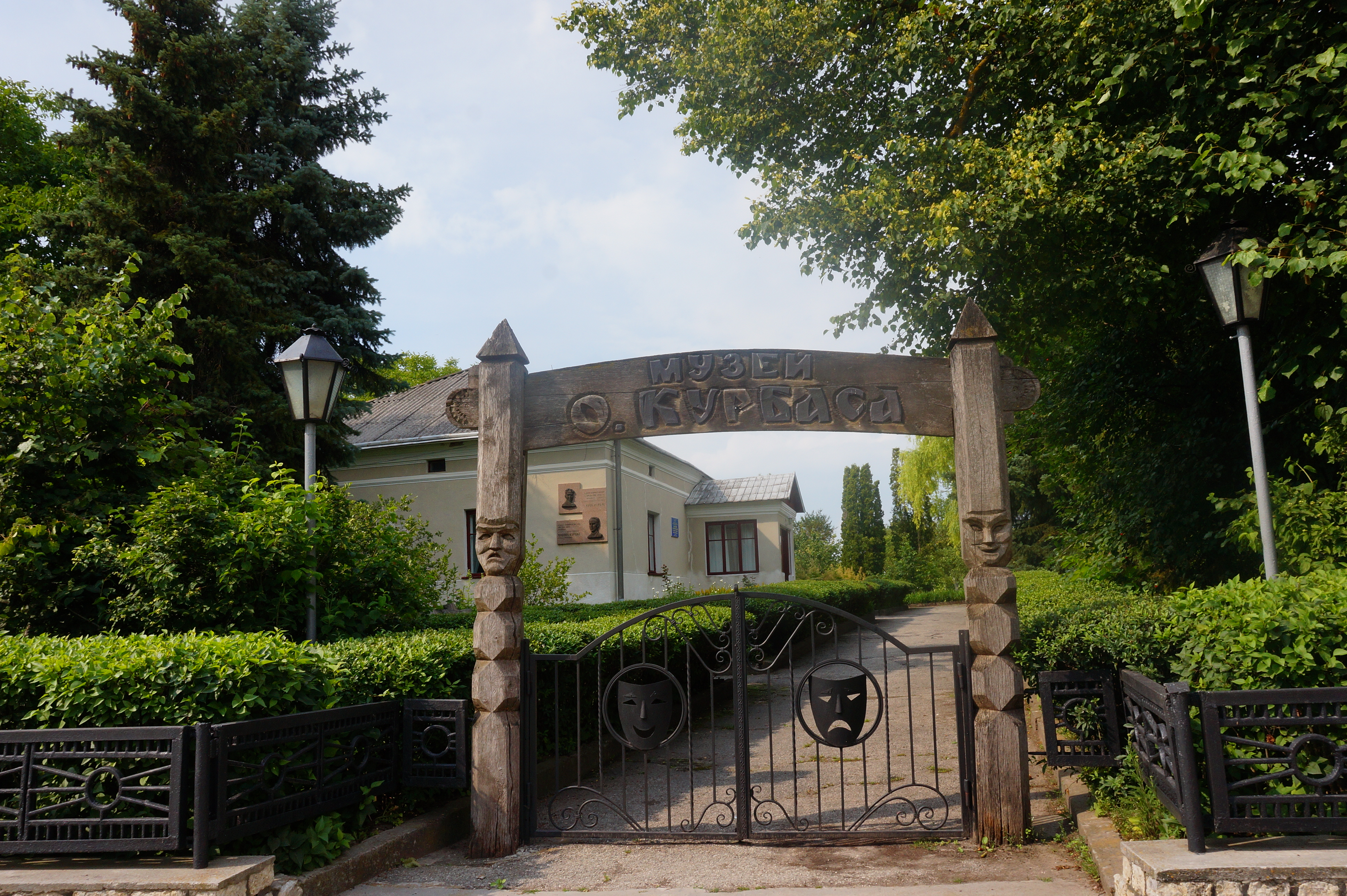
Будинок, у якому жив актор і режисер Лесь Курбас

## Соціальна сфера
Працюють ЗОШ 1-3 ступ., Будинок культури, бібліотека, ФАП, відділення зв'язку, Меморіальний музей-садиба Леся Курбаса, торговельний заклад.

## Відомі люди

### Народилися
- господарник, громадський діяч С. Кулик.
- Турчин Микола Васильович  (нар. 21 липня 1959) — український вчений у галузі медицини, доктор медичних наук (2018), професор (2020).

### Проживали
- режисер, актор, драматург Лесь Курбас.

## Галерея

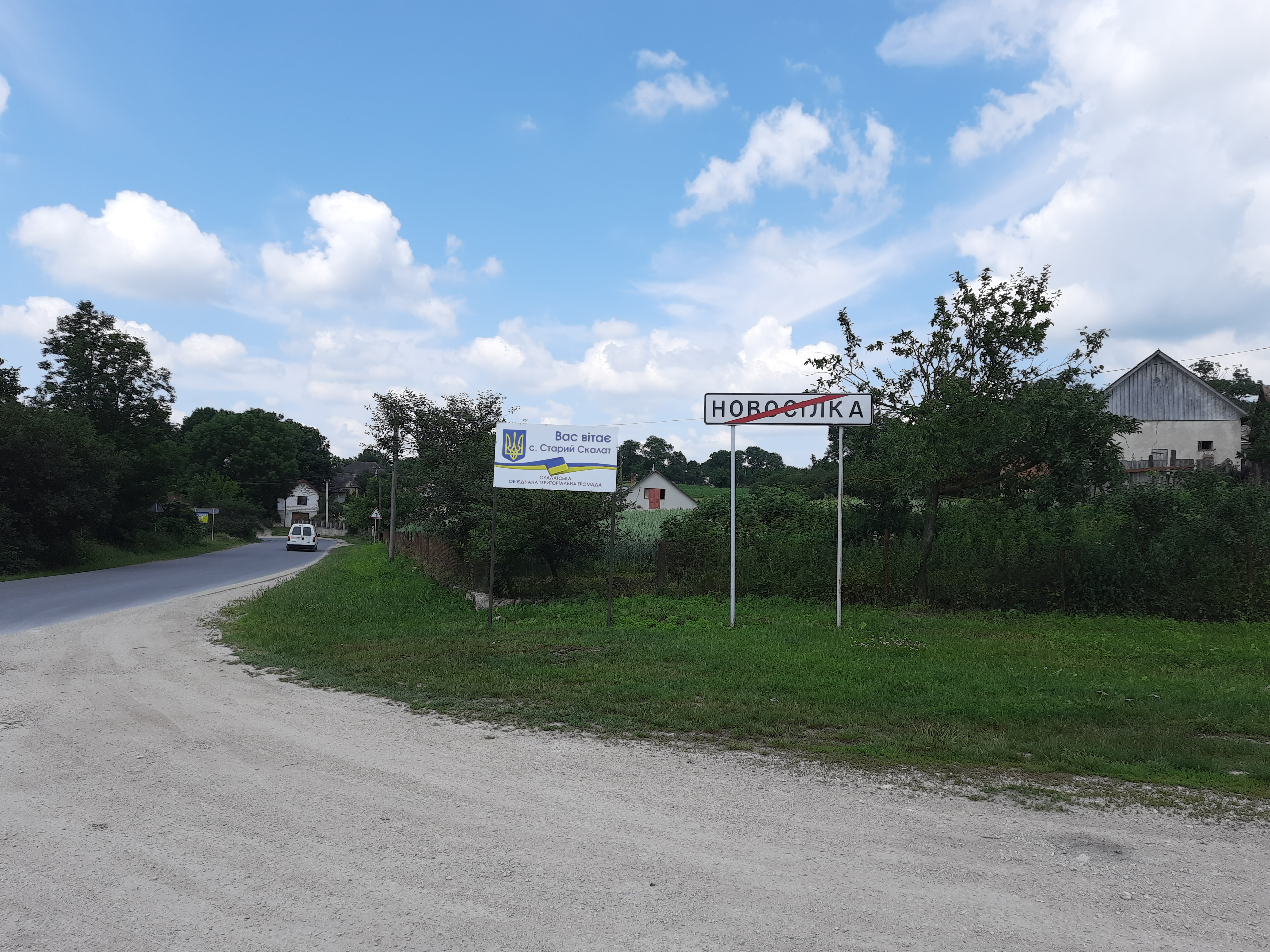
В'їзд у село
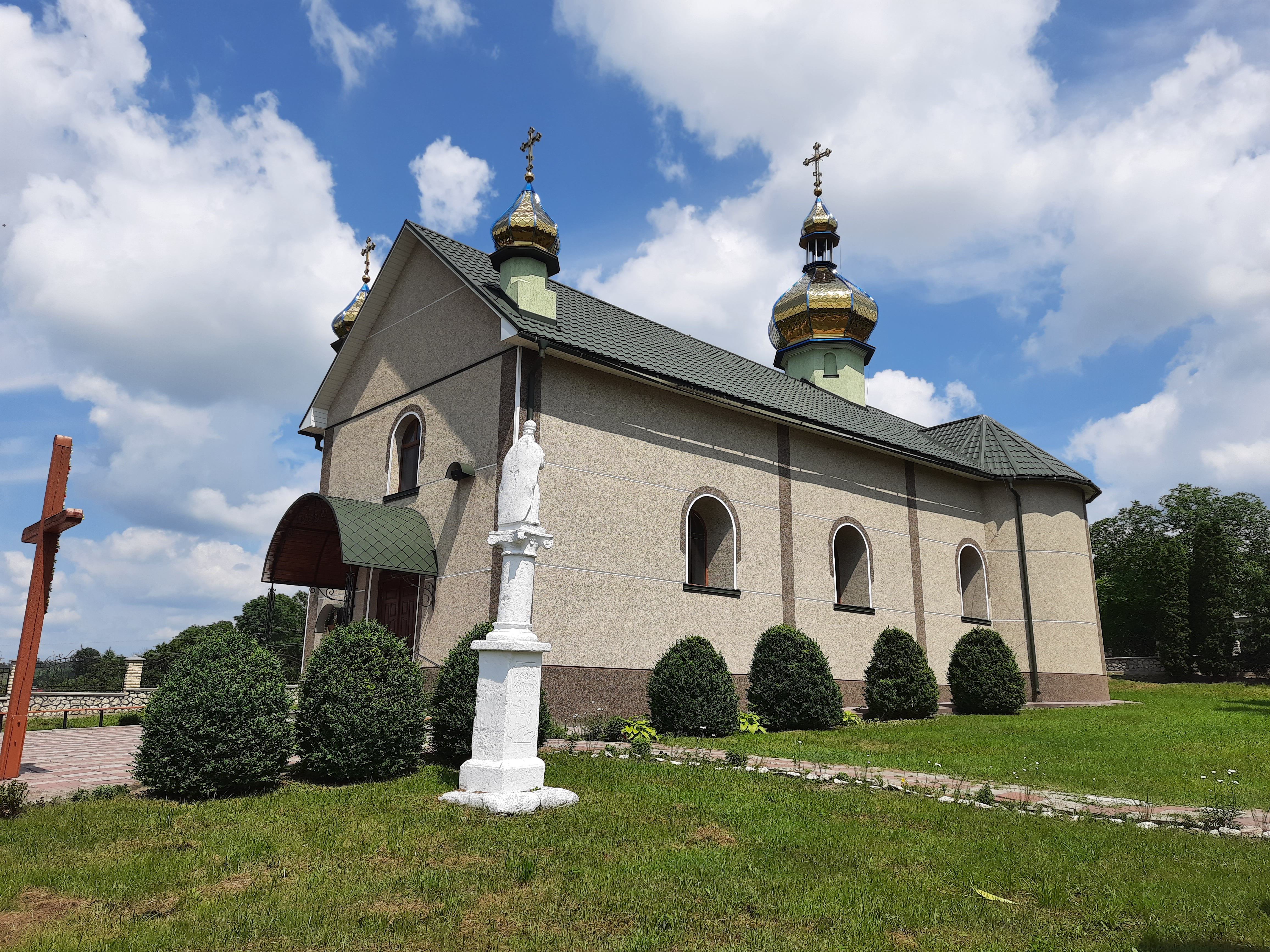
Церква святих великомучеників і безсрібників Косми і Даміана
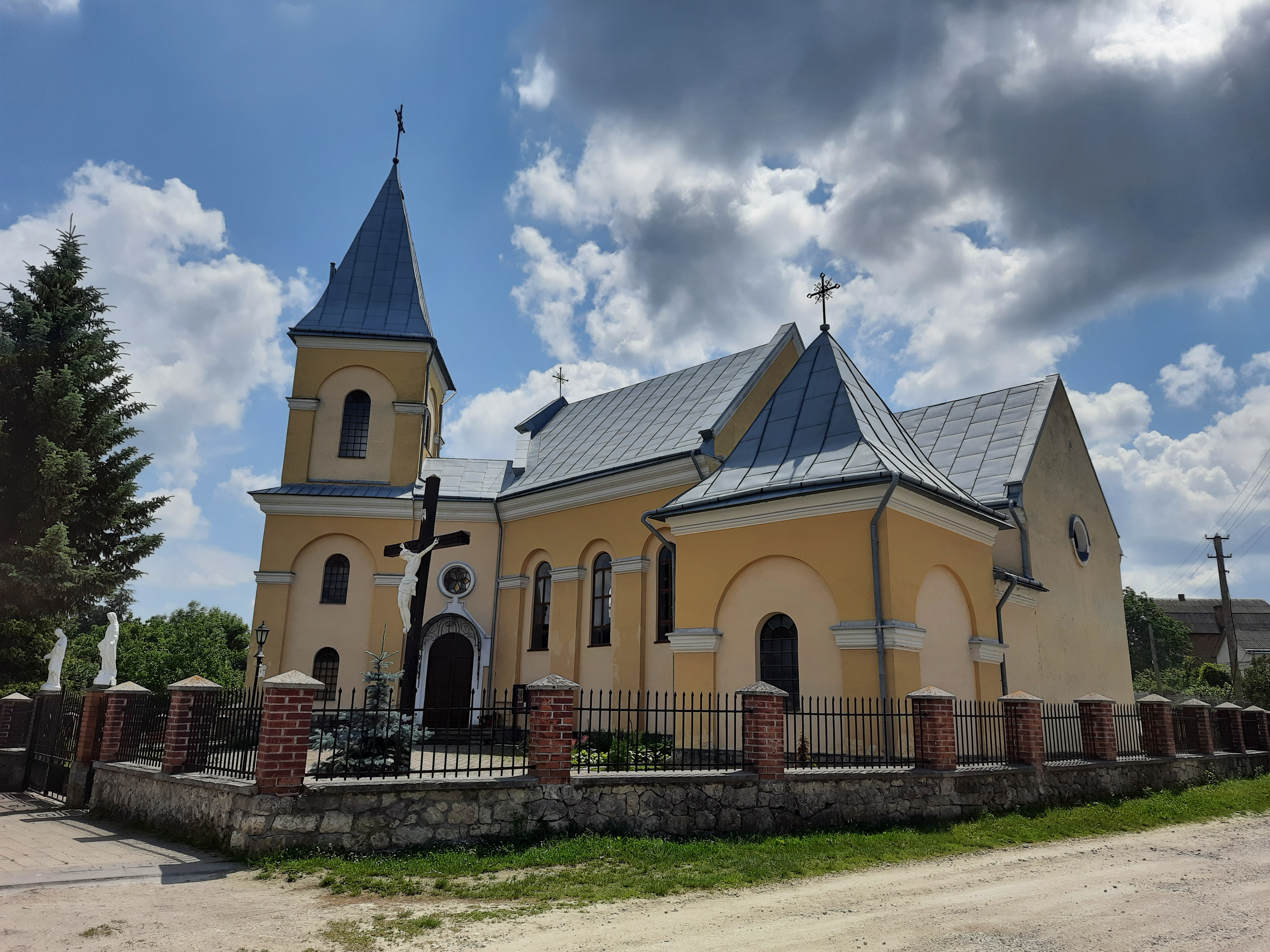
Костел Святого Якуба Стрепи
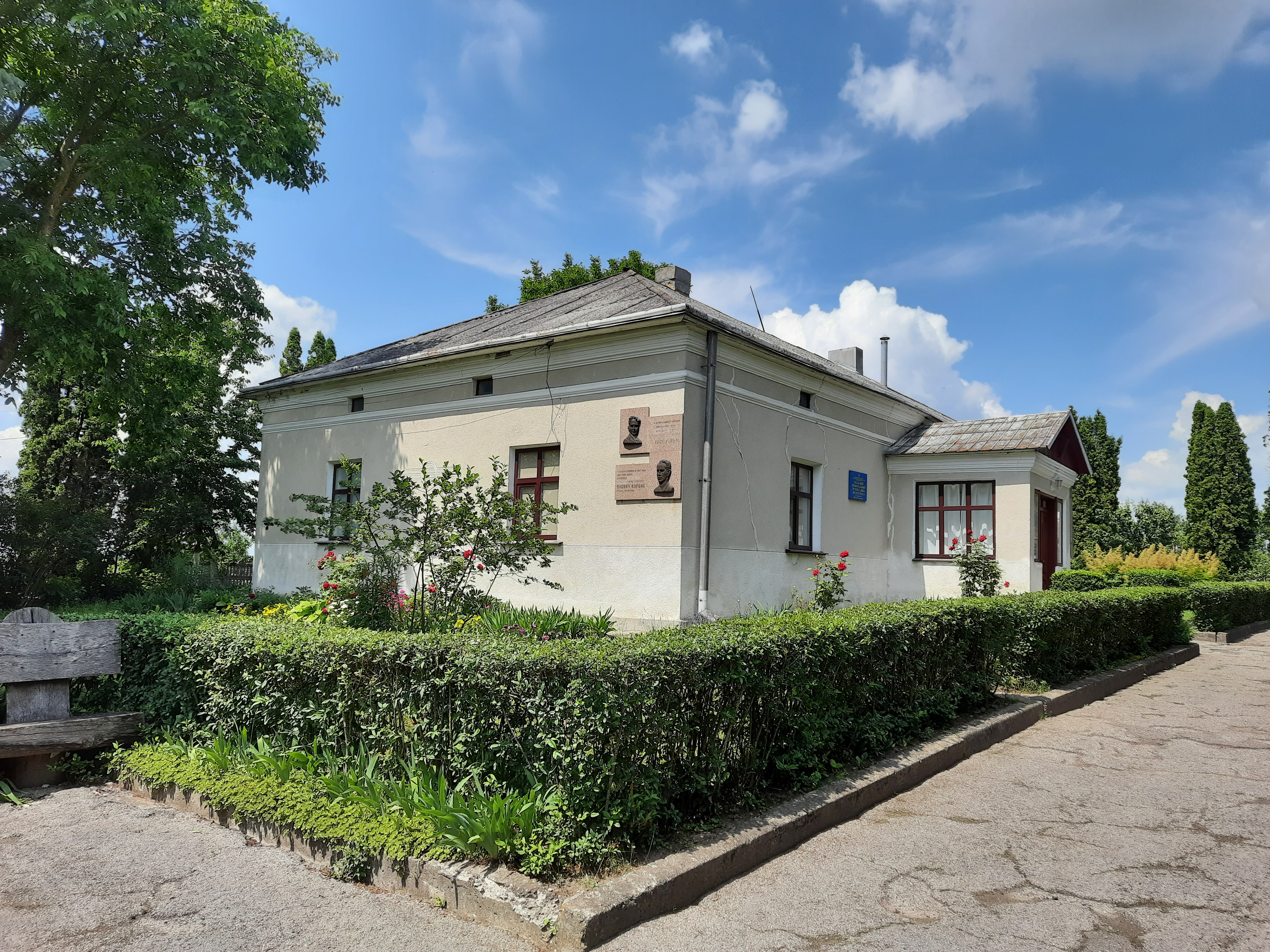
Парафіяльний будинок, в якому жила родина Курбасів.
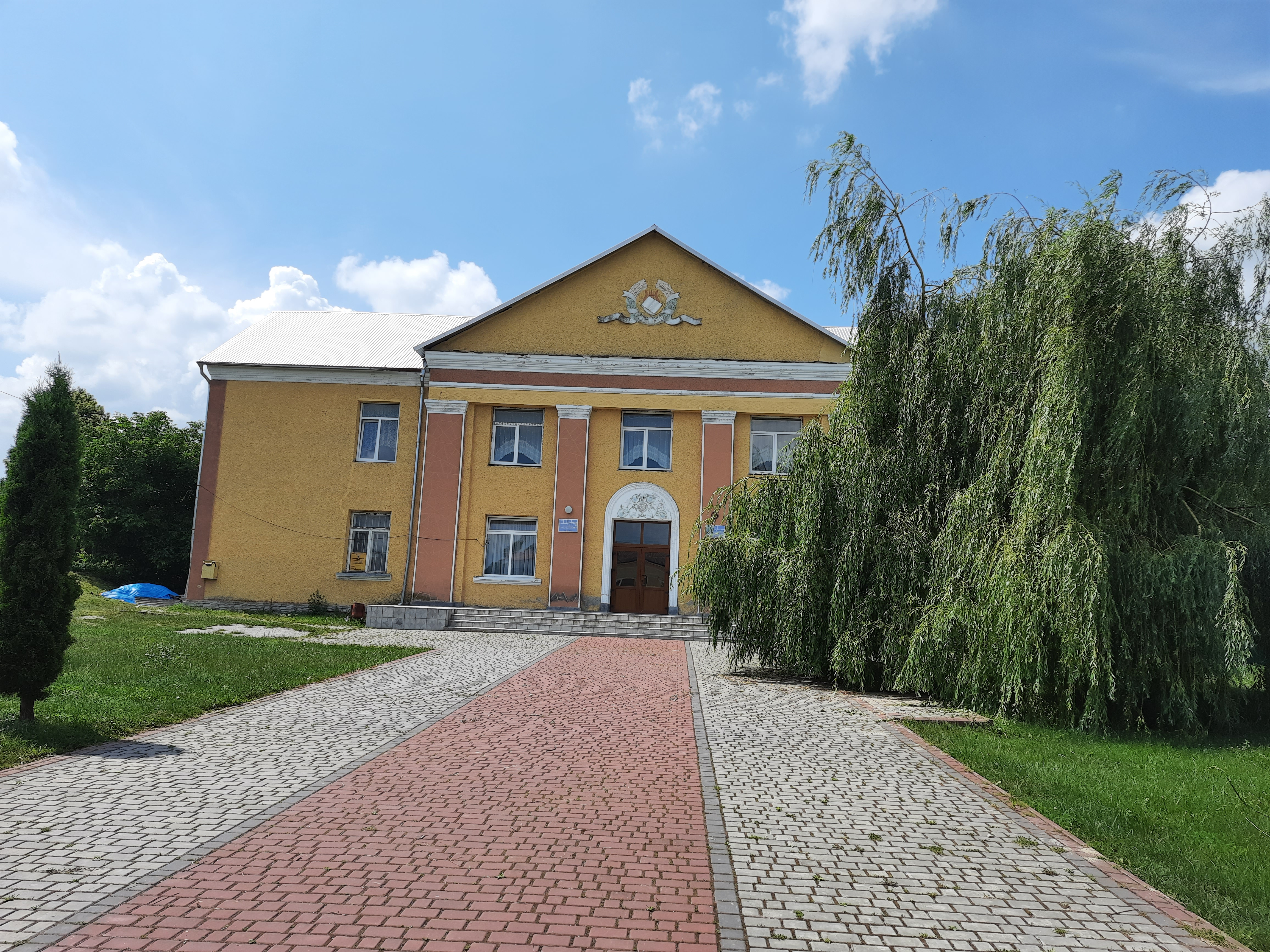
Будинок культури.